# Lőrincz Ágnes (szinkrondramaturg)
Szalkai-Lőrincz Ágnes (születési név: Lőrincz Ágnes, született: 1976. augusztus 4.) magyar szinkrondramaturg, filmszövegfordító. Újságcikkek magyarra fordításával is foglalkozik, a dramaturgok szakszervezeti alelnöke.

## Élete

### Iskolái
A zalaegerszegi Ságvári Endre Gimnázium (ma Kölcsey Ferenc Gimnázium) angol-német kéttannyelvű osztályába járt 1990-1992, majd a budapesti Leövey Klára Gimnázium angol–német kéttannyelvű osztályába járt 1992–1994 között. 1999-től 2001-ig a Szegedi Tudományegyetem Bölcsészettudományi karán, a Kommunikáció és Media Szakra járt, így az újságírás, -szerkesztés az eredeti szakmája. 2001–2003 között a Budapesti Gazdasági Főiskola (ma BGE) hallgatója volt PR szakon. Angol és német nyelvből fordít 1995 óta. 2010-ben elvégzett továbbképzése után szinkrondramaturgként debütált.

### Munkahelyei
1994–2000 között a Magyar Televíziónál (1994-1996 között az Objektív hírmagazinban) riporterként dolgozott. 2000-től az Est.hu-nál (2000–2011 között) a junior.hu, sugo.hu és estfm.hu weblapokat fejlesztette és menedzselte. 2011 óta szabadfoglalkozásúként külföldi filmek szövegét fordítja magyarra, majd dramaturgként részt vesz a szinkron felvételében, a magyar hangot a filmhez igazítva. 2016-ban részt vett Varsóban az NGO-k, önkormányzatok, megújuló energia, fenntartható fejlődés, szövetkezetek témájával foglalkozó workshopon, ezzel a témával szabadidejében az Energiahatékony Wekerle Civil Társaság képviselőjeként foglalkozik. 2016-2020 között az IQ Press Kiadónál a Praktika Kötés, Praktika Horgolás, Praktika Keresztszemes magazinok szerkesztését végezte, 2020 óta fordítóként dolgozik a kiadónak.
2019 márciusa óta a SzíDoSz-Szinkron Alapszervezet alelnöke.

### Magánélete
Három gyermeke nevelése mellett a kertészkedés, a kötés, horgolás és a kirándulás is jelen van az életében. Evez is, kenulapátot faragott hársfából fafaragó mesterek útmutatása alapján.
A kertészet, a növények szeretete pedig a nagyszüleitől ered. Van egy kiskertje is, csinált komposztkast, és 2006 óta foglalkozik a bioéletmóddal, vagyis hogy hogyan lehet vegyszermentesen zöldséget-gyümölcsöt termeszteni.

## Munkássága
- Csípem a családod (The Oranges) 2011 – rendezte: Julian Farino, 1. magyar változat (szinkron) [Pannonia Sound System Kft.] magyar szöveg (Szalkai-Lőrincz Ágnes néven)
- Az élelmiszeripar trükkjei (Die Tricks der Lebensmittelindustrie) [2011] – r.: Eberhard Rühle, 1. magyar változat (hangalámondás) [Pannonia Sound System Kft.] magyar szöveg (Szalkai-Lőrincz Ágnes néven)
- A vér és méz földjén (In the Land of Blood and Honey) [2011] – r.: Angelina Jolie, 1. magyar változat (szinkron) [Pannonia Sound System Kft.] magyar szöveg (Szalkai-Lőrincz Ágnes néven)
- A 14-es tábor (Camp 14: Total Control Zone) 2012 – r.: Marc Wiese, 1. magyar változat (hangalámondás) [Pannonia Sound System Kft.] magyar változat munkatársa (Szalkai-Lőrincz Ágnes néven)
- Karácsony Hollyval (Christmas with Holly) [2012] – r.: Allan Arkush, 1. magyar változat (szinkron) [Mafilm Audio Kft.] magyar szöveg
- Likvidálva (The Expatriate) [2012] – r.: Philipp Stölzl, 1. magyar változat (szinkron) [2013-ban Pannonia Sound System Kft.] magyar szöveg (Szalkai-Lőrincz Ágnes néven)
- Lúzerbár (Last Call) [2012] – r.: Greg Garthe, 1. magyar változat (szinkron) [2014-ben Mafilm Audio Kft.] magyar szöveg
- Most jó (Now Is Good) [2012] – r.: Ol Parker, 1. magyar változat (szinkron) [2013-ban Pannonia Sound System Kft.] magyar szöveg (Szalkai-Lőrincz Ágnes néven)
- Zero Dark Thirty – A Bin Láden hajsza (Zero Dark Thirty) [2012] – r.: Kathryn Bigelow, 1. magyar változat (szinkron) 2013 [Pannonia Sound System Kft.] magyar szöveg (Szalkai-Lőrincz Ágnes néven)
- Augusztus Oklahomában (August: Osage County) [2013] – r.: John Wells, 1. magyar változat (szinkron) 2014 [Pannonia Sound System Kft.] magyar szöveg (Szalkai-Lőrincz Ágnes néven)
- CBGB [2013] – r.: Randall Miller, 1. magyar változat (szinkron) [2014-ben Mafilm Audio Kft.] magyar szöveg
- Eleven testek (Warm Bodies) [2013] – r.: Jonathan Levine, 1. magyar változat (szinkron) [2013-ban Pannonia Sound System Kft.] magyar szöveg (Szalkai-Lőrincz Ágnes néven)
- Harcban élve (Homefront) [2013] – r.: Gary Fleder, 1. magyar változat (szinkron) [2014-ben Pannonia Sound System Kft.] magyar szöveg (Szalkai-Lőrincz Ágnes néven)
- Hóbortos hálaadás (Holidaze) [2013] – r.: Jerry Ciccoritti, 1. magyar változat (szinkron) [Mafilm Audio Kft.] magyar szöveg
- Hogy tedd tönkre a házasságod? (21 tapaa pilata avioliitto) [2013] – r.: Johanna Vuoksenmaa, 1. magyar változat (szinkron) [2014-ben Mafilm Audio Kft.] magyar szöveg
- Mielőtt meghaltam (Dallas Buyers Club) [2013] – r.: Jean-Marc Vallée, 1. magyar változat (szinkron) [2014-ben Pannonia Sound System Kft.] magyar szöveg (Szalkai-Lőrincz Ágnes néven)
- Született bűnözők (Life of Crime) [2013] – r.: Daniel Schechter, 1. magyar változat (szinkron) [2014-ben Pannonia Sound System Kft.] magyar szöveg (Szalkai-Lőrincz Ágnes néven)
- Nagy szemek (Big Eyes) [2014] – r.: Tim Burton, 1. magyar változat (szinkron) [Pannonia Sound System Kft.] magyar szöveg (Szalkai-Lőrincz Ágnes néven)
- St. Vincent [2014] – r.: Theodore Melfi, 1. magyar változat (szinkron) [2015-ben Pannonia Sound System Kft.] magyar szöveg (Szalkai-Lőrincz Ágnes néven)
- Több mint egy éjszaka (Für eine Nacht… und immer?) 2015 – r.: Sibylle Tafel, 1. magyar változat (szinkron) [MAHIR Szinkron Kft.] magyar szöveg
- A Reagan-merénylet (Killing Reagan) 2016 – r.: Rod Lurie, 1. magyar változat (szinkron) [Masterfilm (Digital) Kft.] szakértő (Szalkai-Lőrincz Ágnes néven)
- Jim Carrey: I Needed Color (Jim Carrey: I Needed Color) [2017] – r.: David L. Bushell, 1. magyar változat (hangalámondás) 2017 magyar szöveg